# Riella undulata
Riella undulata là một loài rêu trong họ Riellaceae. Loài này được Hässel de Menéndez mô tả khoa học đầu tiên năm 1987.